# 四王聯盟

1850年3月至4月的德意志各邦。黃色：有代表參加埃爾福特聯盟議會的邦國；紅色：集合反對普魯士埃爾福特會議的四王聯盟

四王聯盟（德語：Vierkönigsbündnis），成立于1850年2月27日，是巴伐利亞、薩克森、漢諾威和符騰堡四個王國組成的聯盟。這四個王國在奧地利的影響下，基本上支持奧地利的大奧地利（德語：Großösterreich）方案，即一個德意志邦聯，包括關稅同盟的所有成員國和整個奧地利。但這四個王國想用比奧地利最初計劃的更多的權力和制度來豐富德意志邦聯。
四王聯盟背景是普魯士努力建立一個沒有奧地利的德意志聯邦國家。埃爾福特聯盟便是這一想法的產物，該聯盟的成員國主要限於德國北部。四個王國以反對意見來回應普魯士改革德意志邦聯的行為。最後，普魯士構建新的聯邦國家的努力在諸多力量的反對下付諸東流。1851 年，埃爾福特聯盟瓦解，舊的德意志邦聯體制被重新建立。
四王聯盟的主要訴求是以統一德國的技術管理和基礎設施，包括海關、度量衡、鐵路、郵政服務等。此外，它還預見了幾個新的機構的設立來代替舊的邦聯議會：邦聯政府、邦聯法院和“國家代表”（代表各邦國，從各邦議會產生，而不是被國家議會制定）。

## 來源
- Nr. 179. Übereinkunft zwischen Bayern, Sachsen und Württemberg über die Hauptgrundsätze für eine Revision der Bundesverfassung vom 27. Februar 1850. In: Ernst Rudolf Huber: Dokumente zur deutschen Verfassungsgeschichte. Vol. 1: Deutsche Verfassungsdokumente 1803-1850. W. Kohlkammer Verlag, Stuttgart, 1961, pp. 444–446